# Sparagovići
Sparagovići – wieś w Chorwacji, w żupanii dubrownicko-neretwiańskiej, w gminie Ston. W 2011 roku liczyła 114 mieszkańców.